# NGC 1040
NGC 1040 (również NGC 1053, PGC 10298 lub UGC 2187) – galaktyka soczewkowata (S0), znajdująca się w gwiazdozbiorze Perseusza.
Odkrył ją Édouard Stephan 9 grudnia 1871 roku, a jego obserwacja została skatalogowana przez Johna Dreyera jako NGC 1040. Niezależnie odkrył ją Lewis A. Swift 21 października 1886 roku, Dreyer skatalogował jego obserwację jako NGC 1053. Powodem dwukrotnego skatalogowania tego obiektu przez Dreyera w New General Catalogue był błąd popełniony przez Stephana w rektascensji wielkości dokładnie jednej minuty, w wyniku czego mogło się wydawać, że astronomowie ci odkryli dwa różne obiekty. Jest to sytuacja nietypowa, gdyż Stephan zwykle wyznaczał pozycję bardzo dokładnie, w przeciwieństwie do Swifta.
Galaktyce tej towarzyszy na niebie mniejsza galaktyka PGC 213068 (zwana czasem NGC 1040-2 lub NGC 1053-2). Nie jest jeszcze znane jej przesunięcie ku czerwieni, dlatego nie można stwierdzić, czy galaktyki te są ze sobą fizycznie związane, brak jest jednak widocznych oznak oddziaływania grawitacyjnego między nimi.